# Цементація сталі

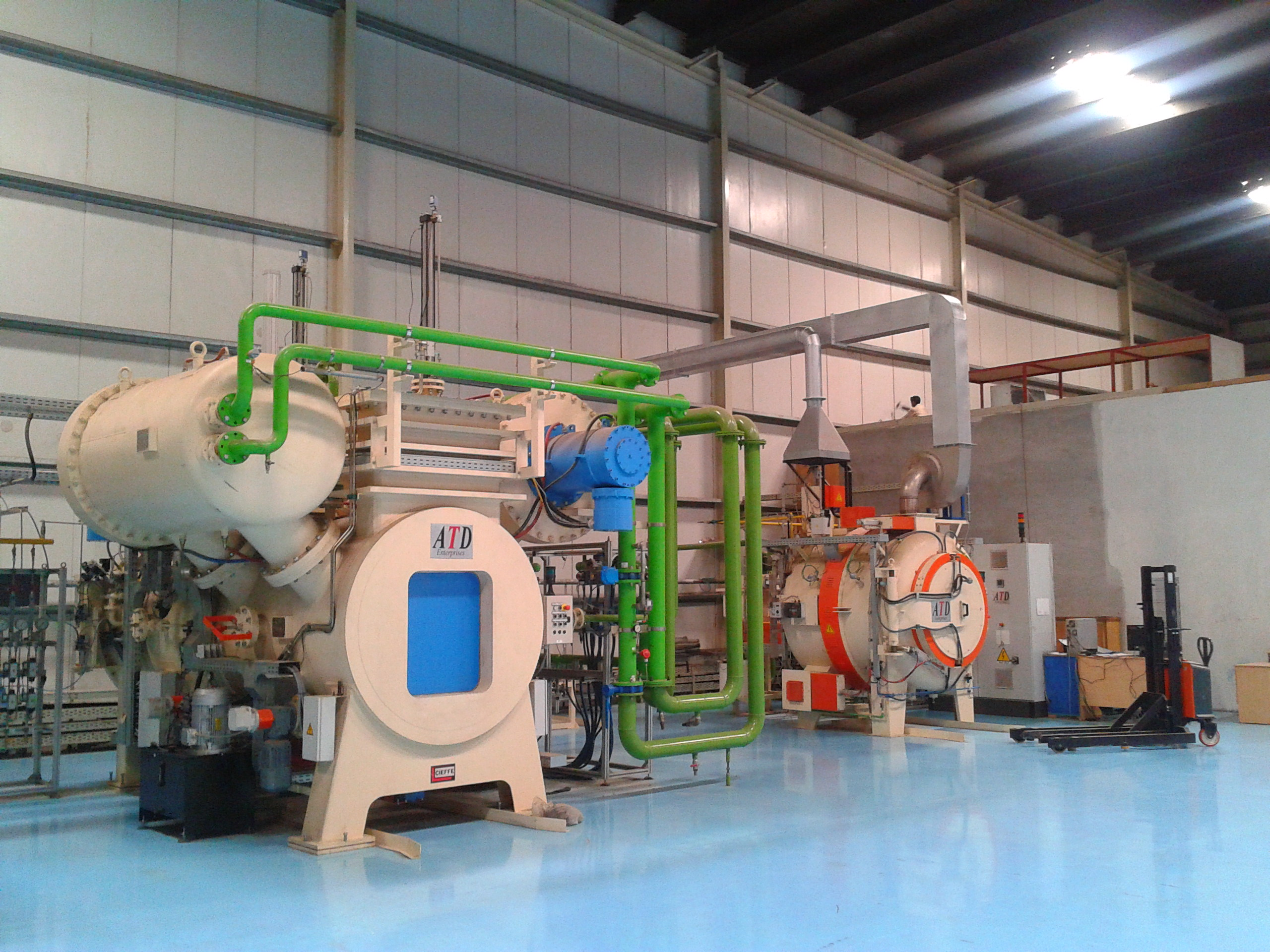
Термічна піч для проведення цементації у газовому карбюризаторі

Цемента́ція ста́лі — вид хіміко-термічної обробки, що полягає у поверхневому дифузійному насиченні маловуглецевої сталі вуглецем з метою підвищення твердості та зносостійкості. Цементація з наступною термічною обробкою одночасно підвищують і границю витривалості.
Цементації піддають маловуглецеві і леговані сталі. Процес у разі використання твердого карбюризатора проводиться при температурах 900…950 °С, при газовій цементації (газоподібний карбюризатор) — при 850…900 °С.
Після цементації вироби піддають термообробці (гартуванню), що приводить до утворення мартенситної фази у поверхневому шарі виробу (гартування на мартенсит) з наступним відпуском для зняття внутрішніх напружень.

## Цементовані сталі
Цементовані сталі містять 0,1…0,3 % вуглецю. Вони піддаються цементації, гартуванню і низькому відпуску. Після цієї обробки твердість поверхні становить HRC 60, а серцевини HRC 15…40. Зміцнення серцевини в цих сталях є тим сильнішим, чим вищим є вміст легувальних елементів. Залежно від ступеня зміцнення серцевини цементовані сталі можна розділити на три групи:
- сталі з не зміцнюваною серцевиною — вуглецеві цементовані сталі марок 10, 15, 20. Їх серцевина має ферито-перлітову структуру. Ці сталі мають високу зносостійкість, але невисоку міцність (границя міцності — σв = 400…500 МПа). Тому вони застосовуються для маловідповідальних деталей невеликих розмірів.
- сталі із слабо зміцнюваною серцевиною — низьколеговані сталі марок 15Х, 15ХР, 20ХН тощо. Серцевина має структуру бейніту. Ці сталі мають підвищену міцність (σв = 750…850 МПа).
- сталі із значно зміцнюваною серцевиною — сталі марок 20ХГР, 18ХГГ, ЗОХГГ, 12ХНЗ, 18Х2Н4В тощо. Серцевина має мартенситну структуру. Сталі цієї групи мають високу міцність (σв = 1200…1600 МПа) і застосовуються для великих деталей, що зазнають значних навантажень.

## Характеристика цементованого шару
При температурі проведення цементації, яка зазвичай перевищує точку А3 (930…950 °C), стійкою фазою є аустеніт, який розчиняє вуглець у великих кількостях.
Цементований шар має змінну по глибині концентрацію вуглецю, яка зменшується від поверхні до серцевини деталі. На поверхні деталі концентрація вуглецю після цементації сягає 0,8…1,0 %. Тому в структурі цементованого шару після повільного охолодження можна розрізнити три зони у порядку зростання глибини: заевтектоїдну, що складається з перліту і цементиту; евтектоїдну, що складається тільки з пластинчастого перліту; і доевтектоїдну, що складається з перліту і фериту з поступовим зменшенням кількості перліту і збільшенням кількості фериту.
Товщина цементованого шару зазвичай становить 0,5…1,8 мм. При цьому зі збільшенням температури процесу збільшується товщина шару, що отримується за даний проміжок часу.
Для забезпечення максимального опору контактній втомі кількість вуглецю на поверхні може бути підвищена до 1,1…1,2 %. Але вища концентрація вуглецю спричиняє зростання крихкості цементованого виробу.

## Способи цементації
Відомі такі способи цементації:
- в твердому карбюризаторі;
- в газовому карбюризаторі;
- в киплячому шарі;
- в розчинах електролітів;
- у пастах.

### Цементація в твердому карбюризаторі
У цьому процесі насичувальним середовищем є деревне вугілля зернистістю 3,5…10 мм або кам'яновугільний напівкокс з торф'яним коксом, до яких додають активатор.
Технологія процесу така. Деталі завантажуються у сталевий ящик з герметичним піщаним затвором. Укладання деталей проводиться таким чином, щоб вони були покриті карбюризатором з усіх боків, не стикалися одна з одною чи стінками ящика. Далі ящик герметично закривається піщаним затвором або замащується вогнетривкою глиною і завантажується в піч.
Стандартний режим: 920 °C, тривалість з розрахунку 1 година витримки (після прогріву ящика) на 0,1 мм отриманої товщини шару цементації (для отримання шару, товщиною 1 мм — потрібна витримка 10 годин).
При прискореному режимі цементація проводиться при 980 °C. Витримка зменшується у два рази і для отримання шару 1 мм потрібно 5 годин. Але при цьому утворюється цементитна сітка, яку доведеться прибирати багаторазовою нормалізацією.

### Цементація в газовому карбюризаторі
Цей процес здійснюють в середовищі газів, що містять вуглець. Газова цементація має ряд переваг у порівнянні з цементацією у твердому карбюризаторі, тому її широко застосовують на заводах, що виготовляють деталі в умовах масового виробництва.
При газовій цементації можна керувати отриманням заданої концентрації вуглецю в шарі; скорочується тривалість процесу, так як відпадає необхідність прогрівання ящиків, наповнених карбюризатором; забезпечується можливість повної механізації і автоматизації процесів і значно спрощується подальша термічна обробка деталей, так як загартування можна проводити безпосередньо у цементаційній печі.
Цей процес хіміко-термічної обробки деталей здійснюється в герметичній реторті з жароміцної сталі, розміщеної в робочій камері печі. Навуглецьовувальна атмосфера створюється випаровуванням та розкладанням рідкого карбюризатора (гасу, синтину, триетаноламіну), що подається в реторту через крапельницю в кришці печі. Відпрацьований газ відводиться через трубку і спалюється. Для створення вихрових потоків газу та вирівнювання складу газової суміші в реторті встановлено вентилятор.

### Цементація в киплячому шарі (псевдокиплячому середовищі)
Киплячий шар містить тверді частинки сипучого матеріалу, як правило, кварцового піску, корунду, подрібненої руди, суміші графіту з вуглекислими солями й іншими вогнетривкими домішками, які інтенсивно перемішуються завдяки вібрації, створеної аеродинамічними або іншими методами, найчастіше висхідним потоком повітря або газів, що зовні нагадує киплячу рідину.
Частинки розміром 0,05…0,20 мм, які знаходяться на газорозподільній решітці у печі або у ванні, за певних умов будуть спиратися не на решітку, а на потік газу, що надає їм рухомості, внаслідок чого вони набувають деяких властивостей рідини. Тому таке газове середовище із завислими та рухомими в ньому твердими частинками ще називають псевдокиплячим.

### Цементація в розчинах електролітів
Використання анодного ефекту для дифузійного насичення оброблюваної поверхні вуглецем в багатокомпонентних розчинах електролітів, один з видів швидкісної електрохіміко-термічної обробки (анодний електролітне нагрівання) малогабаритних виробів. Анод — деталь при подачі постійної електричної напруги в діапазоні 150…300 В розігрівається до температури 450…1050 °С. Досягнення таких температур забезпечує суцільна і стійка парогазова оболонка, що відокремлює анод від електроліту. Для забезпечення цементації в електроліт крім електропровідного компонента вводять вуглецевмісні речовини-донори (гліцерин, ацетон, етиленгліколь, сахароза та інші). Суміш 20-80 % NaCN + 25-30 % NaCl + 45…50 % Na2CO3, наприклад, застосовується для заповнення соляних ванн і використовується для цементації при температурі 530 °C.

### Цементація в пастах
Цементація з нанесенням на металеву поверхню, що насичується вуглецем вуглеце-вмісних матеріалів у вигляді суспензії, обмазки або шлікера, сушінням і подальшим нагріванням виробу струмом НВЧ або промислової частоти. Товщина шару пасти повинна бути в 6-8 разів більшою необхідної товщини цементованого шару. Температуру цементації встановлюють 910…1050 °С.